# Nemška napoved vojne Združenim državam Amerike
11. decembra 1941, štiri dni po japonskem napadu na Pearl Harbor in tri dni po ameriški napovedi vojne Japonski, je Nacistična Nemčija napovedala vojno Združenim državam Amerike, kot odgovor na ameriško napoved vojne Japonski. Odločitev, da Nemčija napove Ameriki vojno, je sprejel nemški kancler Adolf Hitler. Vojno napoved je prejel ameriški odpravnik poslov Leland B. Morris od nemškega zunanjega ministra Joachima von Ribbentropa v predsedniški pisarni. Kasneje ta dan so ZDA napovedale vojno Nemčiji.

## Ozadje
7. decembra 1941 so japonske sile in japonska mornarica napadle in bombardirale ameriško pristanišče Pearl Harbour na Havajih. Kot odziv na to so ZDA naslednji dan napovedale vojno Japonski. Japonska pred napadom o tem ni obvestila svojega nemškega zaveznika, čeprav je japonski veleposlanik obvestil nemškega zunanjega ministra, Joachima von Ribbentropa, v začetku decembra, da so odnosi med ZDA in Japonskim imperijem tako napeti, da je vojno stanje neizbežno. Bilo je naročeno, da Nemčija v tem primeru razglasi vojno stanje pod pogoji iz trojnega pakta. Hitler in Ribbentrop sta pozvala Japonsko, da napade in okupira britansko kolonijo Singapur, misleč, da to ne bi le škodovalo Združenemu Kraljestvu, temveč bi tudi pomagalo odvrniti ZDA od vključitve v vojno. Hitler je 28. novembra 1941 sam povedal japonskemu zunanjemu ministru Josukeju Macuoki, da bo Nemčija, če bo Japonska sodelovala v vojni z ZDA, vstopila v vojno na strani Japonske. Ko so Japonci prosili za pisno potrditev tega, je Hitler to odobril, skupaj s soglasjem Benita Mussolinija. Ta sporazum, podpisan 4. decembra, je odobril, da gredo sile osi v vojno z ZDA v primeru vojnega napada s strani Japonske in je pravzaprav nadomestil trojni pakt.
V skladu s pogoji iz njihovih sporazumov je bila Nemčija zavezana, da bo poslala pomoč Japonski, če bo Amerika napadla Japonsko, vendar ne, če bo Japonska sama napadla to državo. Ribbentrop je spomnil Hitlerja o tem, in poudaril, da bi vojna napoved proti ZDA povzročila še večje število sovražnikov za Nemčijo, ampak je Hitler zavrnil to skrb, v smislu da to ni pomembno, in skoraj povsem brez posvetovanja se je odločil napovedati vojno ZDA, še preden bi lahko ameriški predsednik Franklin D. Roosevelt napovedal vojno Nemčiji.
8. decembra 1941, en dan po japonskem napadu na Pearl Harbour, so ZDA napovedale vojno Japonski in s tem vstopile v drugo svetovno vojno.

## Vojna napoved
V četrtek 11. decembra 1941 je ameriški veleposlanik Leland B. Morris v svoji pisarni prejel poročilo od nemškega zunanjega ministra in ga prebral. Besedilo se je glasilo: 
Spoštovani gospod predsednik odpravnih poslov, 
Vlada Združenih držav Amerike, ki je kršila najbolj očiten način in v vse večji ukrep vsa pravila o nevtralnosti v korist nasprotnikov Nemčije in ki so nenehno bili spoznani za krive najhujših provokacije smeri Nemčiji vse od izbruha evropske vojne, britanske vojne napovedi Nemčiji 3. septembra 1939, izzvala, se je končno zatekla k odprtim agresivnim vojaškim dejanjem. 
11. septembra 1941 je predsednik Združenih držav javno izjavil, da je ukazal ameriški mornarici in zračnim silam streljati na vsako opaženo nemško vojno ladjo. V svojem govoru 27. oktobra 1941, se je še enkrat vidno izkazalo, da je bil ta sklep sprejet v veljavo. V skladu s tem vrstnim redom, so plovila ameriške mornarice, od začetka septembra 1941, sistematično napadla nemške pomorske sile. Tako so ameriški rušilci, kot sta na primer Greer Kearney in Reuben James, streljali na nemške podmornice v skladu z njihovim načrtom. Sekretar ameriške mornarice, gospod Knox, je sam potrdil, da so ameriški rušilci napadli nemške podmornice. 
Poleg tega so pomorske sile Združenih držav po ukazu svoje vlade in v nasprotju z mednarodnim pravom, zasegle nemška trgovska plovila na odprtem morju kot sovražne ladje. 
Nemška vlada torej ugotavlja naslednja dejstva:
Čeprav se je Nemčija na svojem delu strogo držala pravil mednarodnega prava v njenih odnosih z ZDA v vsakem obdobju sedanje vojne, je vlada Združenih držav od začetnih kršitev nevtralnosti končno nadaljevala z odprtimi vojnimi dejanji proti Nemčiji. Vlada Združenih držav je tako rekoč ustvarila vojno stanje. 
Nemška vlada, bo posledično prekinila diplomatske odnose z Združenimi državami Amerike, in potrdila, da je v teh okoliščinah, ki jih prinaša predsednik Roosevelt, v Nemčiji preveč, in potrdila, da je Nemčija v vojni z Združenimi državami Amerike. 
Sprejmite, spoštovani predsednik odpravnih poslov, z vsem globokim spoštovanjem. 
11. december 1941

Ribbentrop
Po prebranem pismu je Leland B. Morris poročilo takoj posredoval predsedniku Roosevltu. Kot odizv na to je Roosevelt pozneje tega dne napovedal vojno Nacistični Nemčiji.